# Muldental (district)
Districtul Muldental este un Kreis în landul Saxonia, Germania. 